# Батавское восстание
Восстание батавов — восстание германского племени батавов под предводительством Юлия Цивилиса против Римской империи в 70 году н. э.
Когда при императоре Вителлии среди батавов производился набор в армию и при этом совершалось много злоупотреблений, их поднял к восстанию некий Юлий Цивилис — человек, по свидетельству Тацита, царского рода, который был ранее обвинён в заговоре и вместе с Юлием Павлом в цепях отправлен к Нерону.
Первоначально Цивилис (освобождённый из-под стражи Гальбой) объявил, что он восстает лишь против Вителлия, а не против римского владычества вообще. Не исключено, что он действовал сообща со сторонниками Веспасиана, мечтавшими о свержении Вителлия. Довольно скоро он привлек к своему мятежу также каннинефатов и фризов.
Цивилис напал на римский флот, стоявший на Рейне. Матросы батавского происхождения перешли на его сторону, римляне были перебиты, и весь флот в 24 корабля попал в его руки. Вскоре к восстанию примкнули германские племена с правого берега Рейна. Римляне стали терпеть поражения.

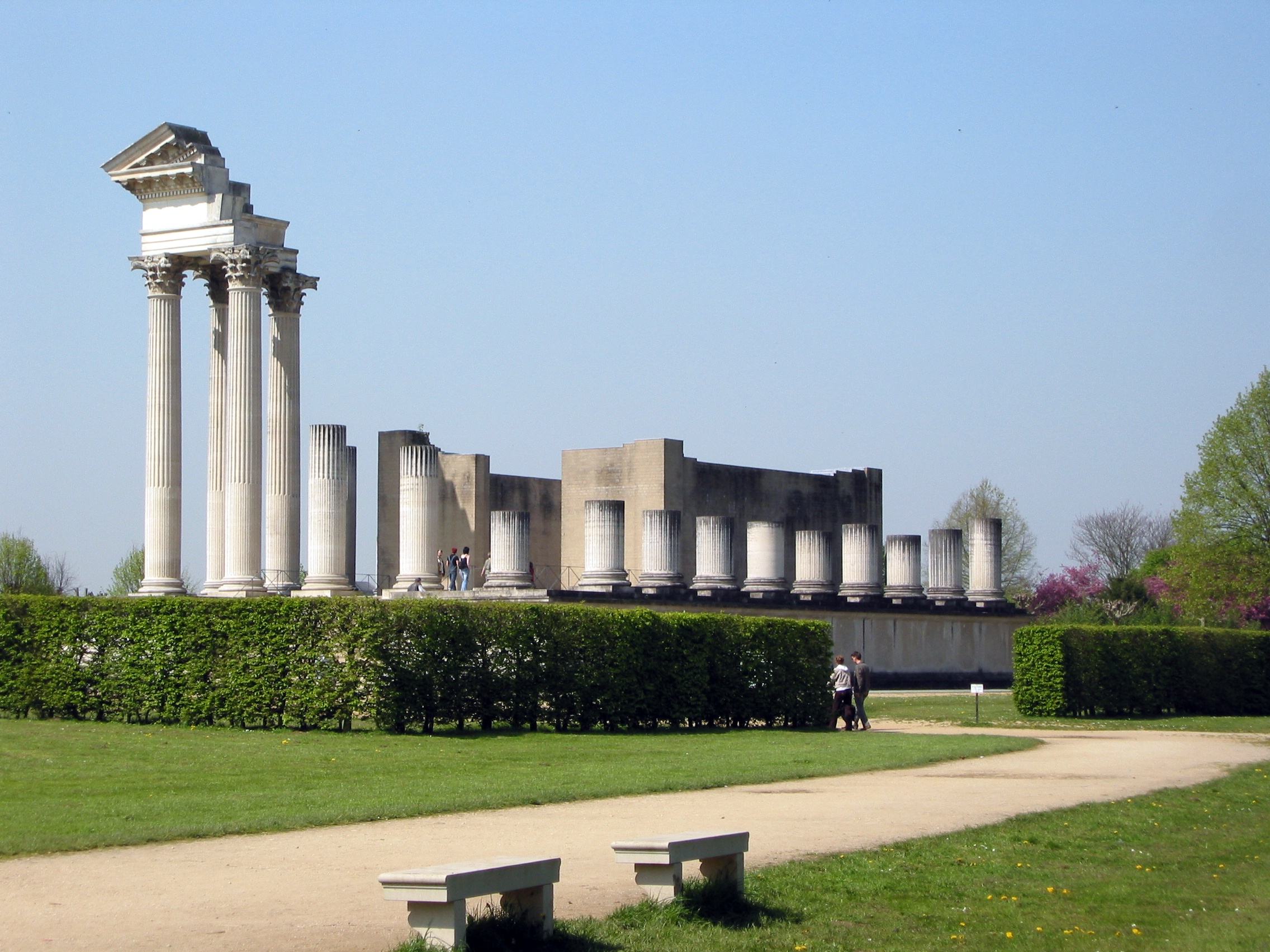
Реконструкция римского Храма в гавани, находившегося в колонии Ulpia Traiana. Археологических парк Ксантен, Ксантен, Германия.

Когда батавы со своими союзниками осадили Ветеру (Castra Vetera), Цивилис потребовал от укрывшихся там двух легионов присяги Веспасиану. Однако вскоре пришло известие, что и германские легионы провозгласили Веспасиана императором. Тогда Цивилис объявил, что действительная цель его — освобождение германцев от римского владычества.
В результате боевых действий оборонительная линия границ Римской империи от Северного моря до верхнего Дуная была разрушена. Легионные крепости в Каста-Ветера, Новезий (ныне Нойс), Бонна, Могунтиакум (ныне Майнц) и Аргенторатум (ныне Страсбург) были сожжены. Кроме того, незначительные крепости и замки в Валкенбург, Рейнгенхайм, Хюфингене (древний Бригобанн), Тутлингенe, Хофхаймe, Висбадене (древний Маттиакум) и Кастел получили повреждения .
Победа римлян при Гельдубе привела к освобождению гарнизона Ветеры, который, вместе с другими войсками, занял Новезий. Цивилис взял Гельдубу и снова осадил Ветеру. Тогда и галлы также отложились от Рима. Ветера сдалась восставшим, вслед за ней — Новезий и Могонциак. Перешедшие на сторону восстания римские аристократы Юлий Классик и Юлий Тутор провозгласили образование галльского государства, которое возглавил Юлий Сабин. Впрочем, позиция галльской аристократии делала предприятие уязвимым — опасаясь восстания низших слоёв во главе с неким Мариком, она скорее предпочитала сохранить римское господство.
Известие о батавском восстании вызвало переполох в Риме. Римляне двинули большие силы на Рейн. Цивилис совершил нападение на Трир; германцы ворвались было уже в римский лагерь, но были отбиты Цериалом. Цивилис должен был укрыться в Ветере, упорно сопротивлялся там, но, наконец, поздней осенью 70 года сдался римлянам.
В 70 г. н. э. , несмотря на присоединение к племени Бруктер и Тинктерс, германцы потерпели поражение в битвах за Август Треверорум (Трир) и Кастро Ветер (июль 70 г. н. э.). Во время отступления за Рейном они потерпели дальнейшие поражения в Аренасии, Батаводуруме, Гриннесе и Вада. Эти поражения заставили Батавoв принять капитуляцию.
Последовали мирные переговоры, чьи общие договоренности не известны. Батавы должны были возобновить свой союз с Римом и предоставить ему восемь дополнительных вспомогательных конных отрядов.
Восстание было окончательно усмирено, когда Рим пообещал снизить подати.